# Spetaea
Spetaea is een geslacht uit de aspergefamilie. De soort komt voor in Zuid-Afrika. Het geslacht telt slechts een soort: Spetaea lachenaliiflora.